# Hieracium falcatum
Hieracium falcatum es una especie de planta con flor del género Hieracium, de la familia Asteraceae, orden Asterales.

## Distribución
Hieracium falcatum se distribuye por Austria, Francia, Italia y Yugoslavia.

## Taxonomía
Fue descrita científicamente por Arv.-Touv.
Tratamiento taxonómico
La especie aparece registrada y publicada en Bull. Soc. Dauphin. Échange Pl.